# 草食系
草食系（そうしょくけい）とは、人間のタイプを表す造語。一般的な草食動物としてイメージされている事柄が性格や行動様式に当てはまっていると思われている人々を指して用いられる。対義語は肉食系。関連用語として雑食系や絶食系男子がある。

## 概説
マスメディア上で「草食系」に関わる用語が使用された最初の例は、2006年10月に、コラムニスト・編集者の深澤真紀が『日経ビジネス』のオンライン版で連載している「U35男子マーケティング図鑑」の中で「草食男子」と命名されたものである。2008年に女性ファッション雑誌『non-no』（2008年4月5日発売号）において、深澤の監修の下「草食男子」特集が掲載された。
その後も、2008年7月16日に大阪府立大学教授の森岡正博が『草食系男子の恋愛学』を刊行、2008年11月21日にもマーケティングライターの牛窪恵が『草食系男子「お嬢マン」が日本を変える』を刊行、いずれもベストセラーとなる。2009年2月17日には読売新聞が『安定志向の「草食系男子」』として取り上げている。2009年に入ると、読売・朝日・毎日・産経などの全国紙でも文化面や家庭面で特集記事を掲載したり、さらに草食系（主に男性）をクローズアップしたテレビドラマや映画も制作されるようになるなど認知度が深まり、2009年末には、その年に注目を集めた事象や用語に対して贈られる新語・流行語大賞のトップテンを獲得した。
また日本国外でも、アメリカやイギリスなどの英語圏では「Japan's herbivore men」との名称で、中国などの中華圏でも「食草男」として報じられているが、そのいずれもが男性を指したものである。

## 草食系男子（草食男子）
草食系男子の定義は論者によって異なる。深澤は、「草食男子」を、『恋愛に「縁がない」わけではないのに「積極的」ではない、「肉」欲に淡々とした「草食男子」』と定義した。森岡は「草食系男子」を、「新世代の優しい男性のことで、異性をがつがつと求める肉食系ではない。異性と肩を並べて優しく草を食べることを願う草食系の男性のこと」と定義した。牛窪恵の定義は深澤の『平成男子図鑑』の論旨とほぼ同様。森岡は、その後、「草食系男子とは、心が優しく、男性らしさに縛られておらず、恋愛にガツガツせず、傷ついたり傷つけたりすることが苦手な男子のこと」と再定義した。
パートナーエージェントが30代未婚男女400人を対象におこなった調査によると、「どちらかといえば草食男子」(61%)、「完全に草食男子」(13%)と、「自分は草食男子」と思う男性は75%にのぼった。
2012年には、草食系のさらに上を行く（男女交際や結婚を一切行わない、かつ同性愛者ではない）「絶食系男子」までが現れている。

### 医学的研究
草食系男子の男性ホルモン値が低い傾向にあることを、池岡クリニック院長の池岡清光らが報告している。池岡らは、草食系とされる平均年齢30.9歳の男性21人のホルモン値を測定し、加齢男性性腺機能低下症候群(LOH)診断基準の遊離テストステロン境界値以下を示す例を10名(47.6%)に認め、DHEA-sやIGF-1など加齢により減少するホルモンも正常値範囲内であるが低分泌傾向であったと報告した。

## 草食系女子（草食女子）
草食系男子という造語に対応して、女性に対しても草食系という語が用いられている。「恋愛に苦手意識を持つ女性」「恋愛において受け身な女性」「男性の積極的なアプローチを苦手とする女性」を指すが、「草食系男子」や「肉食系女子」といった言葉に比べると話題になることは少ない。
Z世代を対象としたインターネット調査によると、女性では37.5%が草食系であると回答している（男性は45.4%が草食系であると回答）。

## 議論
マスメディアの取り上げ方としては、読売新聞の2008年8月19日付記事では、「男女関係の新たな時代を感じさせる」とやや肯定的な論調で報じられていた一方、年配層向けの記事や番組を中心に、元気のない若者の代名詞として男女を問わず「草食系」が用いられており（恋愛に消極的な若者という意味だけでなく、「ゆとり」のようにいわゆる「温室育ちで苦労知らずの若者」や、消極的、思索的、非社交的でコミュニケーション能力に乏しい内向的な性格の若者を表現する言い回しとして用いられることも多い）、2010年5月6日にNHKで放送された『日本の、これから』では、「若者の草食化」と題して中国・韓国の若者に比して元気が無い（と言われる）日本の若者を俎上に挙げた。
ブッシュ政権の国務長官だったコリン・パウエルは、「弱くてもささやかな幸せで満足する、つまり低いレベルの成功で満足することを望んではならない」、「だらだらしないで、たんぱく質をとり、もっと強くなりなさい」、「若者を草食系にさせておく余裕は日本にはないはず。日本の若者には強くなってもらわないといけない。筋肉をきたえてもらわないといけない。たんぱく質をとり、訓練して力をつけてほしい。」などと述べ、日本の若者の弱さや草食化傾向を批判する発言を行っている。
その一方、そもそも「（元気のある女に対し）元気のない男性」というような草食系（男性）という定義自体に否定的・懐疑的なテレビ番組や記事（例：『週刊ダイヤモンド』2009年12月26日・2010年1月2日号）もあり、様々な議論が存在する。
なお、命名者である深澤真紀は「草食男子」という言葉は「若者を褒めている言葉」だとしている。深澤は、「草食系」は自分の意図とはまったく反対の意味で流通するようになってしまったとしている。その理由を、女性誌が「モテない理由は草食男子です」と取り上げたこと、マスコミや広告代理店が車が売れない理由を「草食男子が物を買わないせいだ」と取り上げた2つを上げ、結果として「今ではネガティブな意味で使われてしまっている」「体の良い男性叩きの言葉を与えてしまい、申し訳なく思っている」と語っている。
竹信三恵子は、『女と自然体でつきあえる「草食男子」を軟弱男性とする誤用の拡大が、男性のいい意味での変化を妨げた』と批判している。
古谷経衡は「『若者の草食化』という概念は、社会情勢を主要因とした若者の貧困・困窮といった問題の責任を回避しようとして打ち立てられた『若者観』である」と指摘している。古谷は「日本人は確実に貧乏になっている。『○○（活字、新聞、自動車）離れ』といった現象は、そのほとんどは、経済的な理由に過ぎない。経済の停滞・社会政策の失敗といった話を無視している」「現実には、若者の物欲・性欲は過去と比べて何の変化はなく、デフレ不況でただそれを実現できていないだけである」と述べている。
社会学者の古市憲寿は「若者が無欲としたほうが都合がいいのであろう。なんの対策もうたなくてよいからである。若者の気持ちさえ変われば、出生率は上がり景気もよくなるという発想であり、それは根性論・精神論に過ぎない」と述べている。
2010年度の国立社会保障・人口問題研究所の「未婚者のセックス体験の推移」によると、18-34歳の男性のセックス経験率は、1987年の水準と同等かそれ以上であり、18-34歳の女性のセックス経験率については、過去25年間で大きく増加している。日本性教育協会の調査によると、男子大学生のセックス体験率は、2011年で54.4%となっており、1974年の23.1%、1987年の46.5%を上回っている。
古谷は「若者は安上がりな手段でデート・セックスを楽しんでいる。方法が変わっただけで若者の欲望が無くなったという事実は存在しない」と述べている。
日本家族計画協会は「第7回『男女の生活と意識に関する調査』」で、若い男性の「セックス離れ」が進行しているとしている。同理事長の北村邦夫によると、異性との関わりを面倒と感じる、結婚に利点がないと考える男性に、その傾向が強かったとしている。北村は「セックスに至るまでの相手との関係を築くには相応の時間・お金・労力が必要となる。それが難しいと感じる男性が増えているのではないか」と指摘している。その後、日本家族計画協会がまとめた「第7回『男女の生活と意識に関する調査』」に一部データの誤りが分かった。報告では、セックスの経験がある人が50%を超える年齢について「男性29歳、女性28歳」としていたが、実際は「男性20歳、女性19歳」であった。

## 関連書籍
- 『平成男子図鑑』（深澤真紀、日経BP社、2007年6月21日、ISBN 978-4822245955） → 『草食男子時代』（光文社、2009年7月9日再刊、ISBN 978-4334785345）
- 『草食系男子の恋愛学』（森岡正博、メディアファクトリー、2008年7月16日、ISBN 978-4840123761、NDC分類：159）
- 『草食系男子「お嬢マン」が日本を変える』（牛窪恵、講談社、2008年11月20日、ISBN 978-4062725354）
- 『肉食系女子の恋愛学 彼女たちはいかに草食系男子を食いまくるのか』（桜木ピロコ、徳間書店、2009年3月20日、ISBN 978-4198627133）
- 『草食系男子に恋すれば』（アルテイシア、メディアファクトリー、2009年5月22日、ISBN 978-4840127950）
- 『草食系男子の取扱説明書』（牛窪恵、ビジネス社、2009年6月23日、ISBN 978-4828415109）
- 『最後の恋は草食系男子が持ってくる』（森岡正博、マガジンハウス、2009年7月23日、ISBN 978-4838719990）